# Владимир Бабшек Орешковић
Владимир Бабшек Орешковић (Београд, 22. април 1941 — Београд, 15. јун 2022) био је правник и друштвено-политички радник СР Србије и СФР Југославије.

## Биографија
Рођен је 22. априла 1941. године у Београду. Његов отац је познати револуционар и народни херој Марко Орешковић. Пошто је рођен на самом почетку Другог светског рата у Југославији, његова мајка Јелица Бабшек пријавила га је на њено презиме. Након завршетка рата узео је и очево презиме.
Одрастао је у Београду где је завршио основну школу и Прву београдску гимназију, 1960. године. Потом је завршио Правни факултет у Београду, где је дипломирао 1966. године. Потом се бавио друштвено-политичким радом. Био је најпре председник СО Стари град од 1974. до 1978. године, а потом председник Градске конференције Социјалистичког савеза радног народа (ССРН) Београда, од 1978. до 1980. године.
Након тога је прешао у дипломатију и од 1981. до 1986. године је био изванредни и опуномоћени амбасадор СФРЈ у Шри Ланци. По повратку у земљу радио је у привреди — од 1987. до 1990. године је био генерални директор Система хемијске и машинске индустрије „Прва искра Барич” у Баричу, а од 1990. потпредседник „Инекс интерекспорта”. Био је и директор Пословне школе Привредне коморе Србије, од 1989. године и директор представништва Привредне коморе Југославије у Грчкој.
У периоду од 1969. до 1970. године боравио је у Лондону, где је завршио Питманову школу енглеског језика. Поред овога боравио је и у Холандији, а у Француској је у периоду од 1980. до 1981. године радио на пројекту „Управљање у систему власти” Организације за економску сарадњу и развој (ОЕЦД). Аутор је више радова из области политичког система.
Био је члан Савеза комуниста Југославије и Србије, а након 1990. године члан Социјалистичке партије Србије (СПС).
Живео је у Београду. У браку са супругом Весном имао ћерку Јелену, сина Марка и унуке Андрију и Сашу.
Умро је 15. јуна 2022. у Београду. Сахрањен је 18. јуна на Новом гробљу у Београду.
Носилац је неколико југословенских одликовања, међу којима су Орден заслуга за народ са сребрном звездом (одликован 1974) и Орден рада (одликован 1980). Године 1979. проглашен је за почасног грађанина града Намир, у Белгији.